# Mina (雑誌)
『mina』（ミーナ）は、夕星社が発行する女性向けファッション雑誌。対象年齢は26歳後半〜で、毎月20日発売。

## 概要
2001年3月創刊。創刊号は、同じ名前である「MAX」のminaが表紙を飾った。
主に『non-no』（集英社）をライバル誌と想定しており、当初は月2回発売（5・20日）だったが、2009年4月号から発売日を20日に統一し月刊誌となった。A4変型判。
カジュアルファッション、お洒落な服装の着こなし方やヘアメイク・コスメの紹介などを中心としている。ボーイッシュ、スポーティなどのテイストも多く、明確に定義はされていないが、青文字系雑誌に分類されることが多い。出版社が同じで赤文字系雑誌に分類されガーリーなテイストを中心とする『Ray』とは対極に位置付けられている。
2019年3月号より発行元が主婦の友社元社長の荻野善之が代表を務める夕星社に変更された。販売は委託された主婦の友社が継続している。
2013年から2016年までの編集長は藤村幹央。

## 専属モデル
※2018年10月時点。レギュラーモデルは除く。
- 田中美保
- 矢野未希子
- 吉倉あおい
- 野崎萌香
- 高橋愛
- 千国めぐみ
- 垣内彩未
- 林田岬優
- 高田秋
- 加納奈々美

## minaカレグランプリ
2013年4月に行われた本誌初の男性専属モデルを決めるオーディション。第1回minaカレグランプリでは応募総数が2,457名に登り、最終選考会では特別審査員として武井壮、だいたひかるが起用された。
第1回minaカレグランプリ 受賞者一覧
- 竹内崚（グランプリ） - ホリプロに所属、「竹内涼真」の芸名でデビュー
- 辻岡甚佐（スターダストプロモーション芸能3部賞、ホリプロ賞） - スターダストプロモーションに所属[4]
- 山川宗一郎（オスカープロモーション賞、だいたひかる賞）
- 飯作雄太郎（武井荘賞） - トップコートに所属[5]